# Antonín Gundaker ze Starhembergu
Hrabě Antonín Gundaker ze Starhembergu (německy Anton Gundaker von Starhemberg, 26. března 1776 Brno – 12. října 1842 zámek Bergheim u Lince) byl rakouský šlechtic a generál císařské armády.

## Život
Narodil se jako syn Gundakara Františka Xavera a jeho první manželky Vilemíny hraběnky z Neippergu.
V roce 1805 bojoval pod velením polního podmaršálka knížete Jana z Lichtenštejna v bitvě u Slavkova (2. prosince), a následně s Lichtenštejnem v Bratislavě vyjednával podmínky míru. 1. května 1806 byl přidělen k I. sasko-koburskému pluku hulánů.
Vyznamenal se v bitvě u Wagramu. Po bitvě u Aspern byl povýšen na velitele X. husarského pluku.
Po vypuknutí války v roce 1813 byl velitelem a plukovníkem husarů maršála Radeckého ve Vnitřních Rakousích.
Hrabě Antonín Gundaker byl dvakrát ženat:
1. od roku 1802 s Julií hraběnkou Esterházyovou, která zemřela po 27 letech manželství roku 1829
2. od roku 1831 s Karolinou hraběnkou Kounicovou (* 27. května 1801)

Obě manželství zůstala bezdětná, proto po smrti knížete Jiřího Adama I. (1724–1807) přešel knížecí titul na hraběte Camilla Rüdigera, syna Antonínova bratra Karla Gundakara (1777–1859).